# Đồng Sơn, Tân Sơn
Đồng Sơn là một xã thuộc huyện Tân Sơn, tỉnh Phú Thọ, Việt Nam.
Xã Đồng Sơn có diện tích 43,12 km², dân số năm 1999 là 2937 người, mật độ dân số đạt 68 người/km².